# Alberto Burri

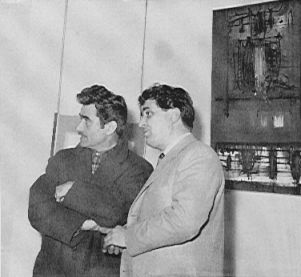
Alberto Burri en Emilio Scanavino

Alberto Burri (Città di Castello, 12 maart 1915 – Nice, 13 februari 1995) was een Italiaanse schilder en beeldhouwer.

## Leven en werk
Burri volgde tot 1940 een medische opleiding aan de Universiteit van Perugia in Perugia en werd in de Tweede Wereldoorlog ingezet als militair arts. In 1943 werd hij in Noord-Afrika krijgsgevangen gemaakt en geïnterneerd in Hereford in de Verenigde Staten. Hier ging hij schilderen en hij bleef dit na zijn terugkeer in 1946 in Rome doen. In 1947 had Burri zijn eerste expositie bij Galleria la Margharita. Hij wendde zich tot de abstracte kunst en maakte collages met gebruikmaking van materialen als puimsteen, teer, jutezakken en metaal. Daarnaast maakte hij landschapskunst, waaronder het omvangrijke werk Il Grande Cretto in het dorp Gibellina. Hij geldt als een voorloper van de arte povera en zijn stijl wordt gerekend tot de art informel.
Tussen 1958 en 1995 vertegenwoordigde Burri Italië zevenmaal bij de Biënnale van Venetië en driemaal werd hij uitgenodigd voor documenta in de Duitse stad Kassel: no. II in 1959, no. III in 1964 en no.7 in 1982. In 1965 won Burri, samen met Victor Vasarely, de Grand Prix van de Biënnale van São Paulo in Brazilië.
In 1978 stichtte Burri zelf de Fondazione Palazzo Abizzini "Collezione Burri" teneinde een museum op te richten voor expositie van zijn eigen werk. Met medewerking van de stad Città di Castello kon het Museo Burri in 1981 worden geopend. Het museum toont 130 werken uit de periode van 1948 tot 1989.
Burri overleed op 13 februari 1995 aan de gevolgen van emfyseem in het Hospital Pasteur in Nice.